# Cândido de Abreu
Cândido de Abreu ist ein brasilianisches Munizip in der Mitte des Bundesstaats Paraná. Es hat 15.244 Einwohner (2022), die sich Cândido-Abreuenser nennen. Seine Fläche beträgt 1510 km². Es liegt 576 Meter über dem Meeresspiegel.

## Etymologie
Die Stadt wurde nach Cândido Ferreira de Abreu (1856 bis 1918) benannt, einem paranaischen Politiker, der gegen Ende des 19. Jahrhunderts das Amt des Direktors der Kolonisationsbehörde von Paraná innehatte.

## Geschichte

### Colônia Tereza Cristina
Im Jahr 1847 gründete der französische Arzt Jean Maurice Faivre (1795 bis 1858) unter der Schirmherrschaft der brasilianischen Kaiserin Teresa Maria Cristina von Neapel-Sizilien die Colônia Tereza Cristina, aus der später die Gemeinden Cândido de Abreu und Reserva hervorgingen. Tereza Cristina liegt etwa 35 km südöstlich vom Hauptort an der Mündung des Ivaizinho in den Ivaí. Faivre träumte von einer sozialistischen Welt ohne Herren und Sklaven, in der Arbeit und Gewinn gleichmäßig verteilt sind und das menschliche Leben mehr Wert hat als Eigentum. Im Urwald von Paraná mit seiner fruchtbaren roten Erde verwirklichte er seinen Traum.
Diese koloniale Keimzelle begann mit 87 Franzosen, die Faivre auf seine Kosten nach Brasilien gebracht hatte. Nach seinem Tod scheiterten sie trotz aller Bemühungen.

### Erneute Besiedlung
Einige Jahre später ließen sich polnische, ukrainische, deutsche und einige brasilianische Einwanderer in der gleichen Region nieder und gründeten die Colônia Cândido de Abreu, die sich dank der Arbeit ihrer Bewohner nachhaltig weiterentwickelte.

### Erhebung zum Munizip
Cândido de Abreu wurde durch das Staatsgesetz Nr. 253 vom 26. November 1954 aus Reserva ausgegliedert und in den Rang eines Munizips erhoben. Es wurde am 22. Dezember 1955 als Munizip installiert.

## Geografie

### Fläche und Lage
Cândido de Abreu liegt auf dem Segundo Planalto Paranaense (der Zweiten oder Ponta-Grossa-Hochebene von Paraná). Seine Fläche beträgt 1.510 km². Es liegt auf einer Höhe von 576 Metern.

### Vegetation
Das Biom von Cândido de Abreu ist Mata Atlântica.

### Klima
Das Klima ist gemäßigt warm. Es werden hohe Niederschlagsmengen verzeichnet (1615 mm pro Jahr). Die Klimaklassifikation nach Köppen und Geiger lautet Cfa. Im Jahresdurchschnitt liegt die Temperatur bei 18,9 °C.

### Gewässer
Cândido de Abreu liegt im Einzugsgebiet des Ivaí. Dieser bildet die westliche Grenze des Munizips. Die südliche Grenze wird vom Rio dos Índios bestimmt, einem rechten Nebenfluss des Ivaí. Der Rio Ivaizinho durchschneidet den südlichen Teil des Munizips. Durch die Mitte des Munizips fließt von Ost nach West der Rio Ubazinho unmittelbar am Hauptort vorbei zum Ivaí. Der Ivaí-Nebenfluss Rio do Tigre begrenzt das Munizip im Norden.

### Straßen
Cândido de Abreu ist über die PR-487 mit Manoel Ribas im Westen und Ivaí im Südosten verbunden.

### Terras Indígenas
Im Gebiet des Munizips liegt das föderale indigene Gebiet Terra Indígena Faxinal. Gemäß der Datenbank über indigene Territorien des Instituto Socioambiental leben hier knapp 700 Indigene vom Volk der Kaingang (Stand: 2014).
| Terra indígena | Völker   | Bewohner | Fläche (km²) | Bewohner pro km² | Kategorie      |
| -------------- | -------- | -------- | ------------ | ---------------- | -------------- |
| Faxinal        | Kaingang | 683      | 20,43        | 33,54            | Terra Indígena |

### Nachbarmunizipien
| Ariranha do Ivaí                     | Rio Branco do Ivaí                          | Rosário do Ivaí        |
| Manoel Ribas                         | Kompassrose, die auf Nachbargemeinden zeigt | Reserva                |
| Pitanga und Boa Ventura de São Roque | Turvo                                       | Prudentópolis und Ivaí |

## Stadtverwaltung
Bürgermeister: Renan Menck Romanichen, PTB (2021–2024)
Vizebürgermeister: Newton Rodrigo Kudrek Souza, PDT (2021–2024)

## Demografie

### Bevölkerungsentwicklung
| Jahr | Einwohner | Stadt | Land |
| ---- | --------- | ----- | ---- |
| 1960 | 16.408    | 4 %   | 96 % |
| 1970 | 14.547    | 7 %   | 93 % |
| 1980 | 18.492    | 13 %  | 87 % |
| 1991 | 21.607    | 18 %  | 82 % |
| 2000 | 18.795    | 25 %  | 75 % |
| 2010 | 16.655    | 29 %  | 71 % |
| 2022 | 15.244    |       |      |

Quelle: IBGE (2011) und Volkszählung 2022

### Ethnische Zusammensetzung
| Gruppe * | 1991    | 2000    | 2010    | wer sich als …                                                                   |
| --- | ------- | ------- | ------- | -------------------------------------------------------------------------------- |
| Weiße | 77,3 %  | 73,4 %  | 70,0 %  | weiß bezeichnet                                                                  |
| Schwarze | 1,2 %   | 2,0 %   | 2,1 %   | schwarz bezeichnet                                                               |
| Gelbe | 0,0 %   | 0,0 %   | 0,3 %   | von fernöstlicher Herkunft wie japanisch, chinesisch, koreanisch etc. bezeichnet |
| Braune | 20,3 %  | 22,0 %  | 24,6 %  | braun oder als Mischung aus mehreren Gruppen bezeichnet                          |
| Indigene | 1,2 %   | 2,3 %   | 3,1 %   | Ureinwohner oder Indio bezeichnet                                                |
| ohne Angabe | 0,0 %   | 0,3 %   | 0,0 %   |                                                                                  |
| Gesamt | 100,0 % | 100,0 % | 100,0 % |                                                                                  |
| *) Anmerkung: Das IBGE verwendet für Volkszählungen ausschließlich diese fünf Gruppen. Es verzichtet bewusst auf Erläuterungen. Die Zugehörigkeit wird vom Einwohner selbst festgelegt. |         |         |         |                                                                                  |

Quelle: IBGE (Stand: 1991, 2000 und 2010)

## Wirtschaft
Die Wirtschaft basiert auf Landwirtschaft und Viehzucht, wobei die Rinder- und Schweineproduktion eine wichtige Rolle spielt.